# اچ‌ام‌اس اسیستنس (۱۸۵۰)
اچ‌ام‌اس اسیستنس (۱۸۵۰) (به انگلیسی: HMS Assistance (1850)) یک کشتی بود که طول آن ۱۱۷ فوت ۴ اینچ (۳۵٫۸ متر) بود. این کشتی در سال ۱۸۳۵ ساخته شد.